# Дёгтев, Михаил Иванович
Михаи́л Ива́нович Дёгтев (8 августа 1946, с. Паново-Леонтьево Горьковской области) — советский и российский химик, доктор химических наук, профессор, заведующий кафедрой аналитической химии Пермского университета (с 1990). Член Совета по аналитической химии РАН. Автор большого числа патентов, монографий, учебников и учебных пособий по тематике аналитической химии.

## Биография
В 1968 году окончил химический факультет Пермского университета. Поступил в аспирантуру кафедры аналитической химии, которую успешно закончил, защитив в 1974 году кандидатскую диссертацию. С тех пор связан творческими узами с Естественнонаучным институтом, где работал научным руководителем лаборатории органических реагентов, выполняя там также обязанности начальника отдела химии (1974–1981).
С 1982 по 1990 г. возглавлял научно-исследовательского сектор Пермского университета, где проделал большую работу по организации научных исследований в университете.
С 1990 года руководит кафедрой аналитической химии.
В 1994 году защитил диссертацию на соискание учёной степени доктор химических наук (в институте органической химии Уфимского научного центра РАН).

## Научная деятельность
Его научные исследования связаны с применением органических реагентов в практике химического анализа. Получил 24 авторских свидетельства, включая 2 решения о выдаче патента. Результаты научных исследований обобщил в докторской диссертации, которую успешно защитил в 1994 году.
М. И. Дёгтев – автор работ по тематике внутрикомплексных соединений ионов металлов с новыми реагентами – дипиразолонилалканами. Им был синтезирован и предложен новый реагент – диантипирилтиомочевина, который оказался эффективным экстрагентом ионов меди, кадмия, палладия, ртути, висмута и др. (1970-1980-е годы). С начала 1990-х М. И. Дегтев занят разработкой теории и практики реакций катионообменного механизма ß-дикетонов и дипиразолонилалканов с ионами металлов.
Особое значение для аналитической химии, а в дальнейшем и для технологии имели сообщения М. И. Дегтева о применении октилового спирта для извлечения однозарядных хлоридных комплексных ионов железа (III), галлия (III), таллия (III) (середина-конец 1990-х). В настоящее время октиловый спирт как мощный и селективный экстрагент занимает важное место в технологии получения чистых ниобия и тантала.
В настоящее время в Пермском университете М. И. Дёгтев возглавляет два научных направления («Кинетика и механизм реакций комплексообразования ионов металлов с органическими реагентами. Развитие химических и физико-химических методов диагностики объектов окружающей среды» и «Развитие методов направленного синтеза сложных органических молекул на основе пятичленных диоксогетероциклов и поликарбонильных соединений, металлорганических интермедиатов с целью получения лекарственных средств, пищевых добавок, биологических средств защиты растений и животных, средств защиты от коррозии»).
Руководит научными исследованиями аспирантов и докторантов. Член-корреспондент Российской академии естествознания, член учёного совета по аналитической химии РАН.
Является членом учёных советов ПГНИУ, ЕНИ ПГНИУ и химического факультета ПГНИУ. Входит в состав Научного совета по аналитической химии РАН.

## Избранные научные работы
М. И. Дёгтев публиковал в соавторстве более 500 научных работ, в том числе 10 монографий, две из которых изданы в Германии, научные обзоры (28), учебные и учебно-методические пособия (17). Он принял участие как соавтров в создании 40 изобретений.

### Авторские свидетельства и патенты
- Живописцев В. П., Петров Б. И., Дёгтев М. И., Поносов И. Н. Способ экстракционного концентрирования урана. А. С. № 425455, СССР. 1973.
- ПЕТРОВ БОРИС ИОСИФОВИЧ, ЖИВОПИСЦЕВ ВИКТОР ПЕТРОВИЧ, ДЕГТЕВ МИХАИЛ ИВАНОВИЧ, МАХНЕВ ЮРИЙ АЛЕКСЕЕВИЧ Способ экстракционного концентрирования платины. А. С. № 446803, СССР. 1974. Бюллетень изобретений № 16.
- Петров Б. И., Дёгтев М. И., Живописцев В. П., Поносов И. Н. Способ регенерации алкилдиантипирилметана. А. С. № 449910, СССР. 1974. Бюллетень изобретений № 11.
- ЖИВОПИСЦЕВ ВИКТОР ПЕТРОВИЧ, ПЕТРОВ БОРИС ИОСИФОВИЧ, ДЕГТЕВ МИХАИЛ ИВАНОВИЧ Способ экстракционного концентрирования тантала. А. С. № 559902, СССР. 1977.
- ЖИВОПИСЦЕВ В.П., ДЕГТЕВ М.И., САВРАСОВА В.С., ХОРЬКОВА М.А., УСКОВА Л.И. R-бис-(1-фенил-3-метил-пиразолон-5-ил)метаны как экстракционные реагенты. А. С. 805611, СССР. Бюллетень изобретений № 3. 1981.
- ПЕТРОВ БОРИС ИОСИФОВИЧ, ДЕГТЕВ МИХАИЛ ИВАНОВИЧ, ЖИВОПИСЦЕВ ВИКТОР ПЕТРОВИЧ, МАХНЕВ ЮРИЙ АЛЕКСЕЕВИЧ Способ экстракционного концентрирования серебра. А. С. № 833528, СССР. 1981.
- ПЕТРОВ БОРИС ИОСИФОВИЧ, ДЕГТЕВ МИХАИЛ ИВАНОВИЧ, ЖИВОПИСЦЕВ ВИКТОР ПЕТРОВИЧ, КОНДАКОВА ТАТЬЯНА АЛЕКСАНДРОВНА Способ экстракционного концентрирования свинца А. С. № 833530, СССР. 1981.
- Дёгтев М. И., Махнев Ю. А., Хорькова М. А., Ашихмин Е. А., Чапко Т. А. Способ экстракционного выделения бериллия. А. С. № 169908 [источник не указан 2517 дней], СССР. 1982.
- ТОРОПОВ ЛЕОНИД ИВАНОВИЧ, ДЕГТЕВ МИХАИЛ ИВАНОВИЧ, ЖИВОПИСЦЕВ ВИКТОР ПЕТРОВИЧ Способ определения меди. А. С. № 1083109, СССР. Бюллетень изобретений № 12. 1985.
- КИРШЕВА ИРИНА ЮРЬЕВНА, ДЕГТЕВ МИХАИЛ ИВАНОВИЧ, НЕДУГОВ АЛЕКСАНДР НИКОЛАЕВИЧ, ПАВЛОВА НАДЕЖДА НИКОЛАЕВНА Способ извлечения ионов палладия. А. С. № 1154584, СССР. Бюллетень изобретений № 17. 1985
- Дёгтев М. И., Живописцев В. П., Хорькова М. А. Способ выделения железа из водных растворов. А. С. № 1198003, СССР. 1985.
- Дёгтев М. И., Махнев Ю. А., Кожевникова Л. А. Буферная смесь для спектрального определения бериллия. А. С. № 1208908, СССР. 1985.
- Дёгтев М. И., Махнев Ю. А., Кожевникова Л. А. Буферная смесь для спектрального определения платины и палладия. А. С. № 1249383, СССР. 1986. Бюллетень изобретений № 29. 1986.
- Дёгтев М. И., Хорькова М. А., Иванова М. А. Способ извлечения кальция. А. С. № 1322112, СССР. 1987. Бюллетень изобретений № 25. 1987.
- Дёгтев М. И., Махнев Ю. А., Ожгибисов С. В. Буферная смесь для спектрального определения бериллия. А. С. № 1322779, СССР. 1987.
- Дёгтев М. И., Махнев Ю. А., Кожевникова Л. А. Буферная смесь для спектрального определения микроколичеств бария и стронция. А. С. № 1411651, СССР. 1988.
- Дёгтев М. И., Петрова Е. Н. Способ выделения скандия. А. С. № 1460037, СССР. 1989. Бюллетень изобретений № 7. 1989.
- Дёгтев М. И., Петрова Е. Н. Способ разделения скандия и иттрия. А. С. № 1479420, СССР. 1989. Бюллетень изобретений № 18. 1989.
- Дёгтев М. И., Торопов Л. И., Леснов А. Е. Способ экстракционного выделения меди (I) из цианидных растворов. А. С. № 1503008, СССР. Бюллетень изобретений № 31. 1989.
- Дёгтев М. И., Торопов Л. И., Махнев Ю. А.,Безматерных Е. Е. Способ выделения ртути из растворов. А. С. № 1571463, СССР. 1990. Бюллетень изобретений № 22. 1990.
- Дёгтев М. И., Махнев Ю. А., Петрова Е. Н.,Холявина О. А. Способ определения микропримесей в соединениях таллия (III). А. С. № 1608463, СССР. Бюллетень изобретений № 43. 1990.
- Дёгтев М. И., Морозова Т. Л., Волкова М. А.,Мельников П. В. Бис-4,4-(3-метил-1-фенил-пиразол-5-он)фталил в качестве реагента для экстракционного выделения меди. А. С. № 1711461, СССР. 1991.
- Дёгтев М. И., Торопов Л. И. Способ извлечения меди и палладия из органического раствора. Решение о выдаче патента от 28. 12. 92 по заявке № 5032365 от 16. 03.92.
- Дёгтев М. И., Торопов Л. И., Мельников П. В. Способ выделения скандия. Решение о выдаче патента от 08. 08. 94 по заявке № 93008183 от 11. 02. 93.
- Дёгтев М. И., Симанова Н. В. Способ определения олова (II). Патент № 2286564 по заявке № 2005135200 от 14. 11. 2005. Бюллетень изобретений № 30 от 27. 10. 2006.
- Дёгтев М. И., Симанова Н. В. Способ определения олова. Патент № 2286564 по заявке№ 2005135200 от 14. 11. 2005. Бюллетень изобретений № 30. 2006.
- Дёгтев М. И., Аликина Е. Н. Способ определения кобальта. Патент № 2279673 по заявке № 2005116939 от 03. 06. 2005. Бюллетень изобретений № 19 от 10. 07. 2006.
- Дёгтев М. И., Нечаева Е. М., Фотин В. В.Способ концентрирования ртути. Патент № 2339016 по заявке № 2007115175 от 24. 04.2007. Бюллетень изобретений № 32. 2009.
- Дёгтев М. И., Дегтев Д. М., Мельников П. В.,Онорин А. А., Аликина Е. Н. Способ извлечения золота из электролита для электрополировки изделий. Патент № 2356958 по заявке № 2007149098 от 28. 12. 2007.Бюллетень изобретений № 15. 2009.
- Дёгтев М. И., Дегтев Д. М., Мельников П. В.,Онорин А. А., Аликина Е. Н. Способ извлечения золота, серебра и меди из отработанных электролитов. Патент № 2356957 по заявке № 2007149101 от 28. 12. 2007.Бюллетень изобретений № 15 от 27. 05. 2009.
- Дёгтев М. И., Дегтев Д. М., Мельников П. В.,Онорин А. А., Аликина Е. Н. Способ извлечения палладия, серебра и меди из отработанных электролитов. Патент № 2356959 по заявке № 2007149103 от 28. 12. 2007.Бюллетень изобретений № 15. 2009.
- Батуева Т. Д., Радушев А. В., Дёгтев М. И.Способ выделения хрома (VI)из водных растворов. Патент № 238380 по заявке № 2008135870 от04. 09. 2028 г. Бюллетень изобретений № 7. 2010.
- Батуева Т. Д., Радушев А. В., Дёгтев М. И.Способ выделения хрома (VI)из водных растворов. Патент № 238380 по заявке № 2008135870 от04. 09. 2028 г. Бюллетень изобретений № 7. 2010.
- Пьянкова М. В., Дегтев Д. М. Способ экстракционно-фотометрического определения титана (IV). Патент № 2407002 от 20. 12. 2010. Бюл. № 35 от 20. 12. 2010.
- Соавторы Чегодаева Светлана Вячеславовна (RU), Дегтев Михаил Иванович (RU) Способ определения марганца (II) Патент № 2 415 415 опубликовано 27,03,2011 Бюл. № 9
- Соавторы Русакова Алена Владимировна (RU), Чегодаева Светлана Вячеславовна (RU), Дегтев Михаил Иванович (RU) Способ разделения меди (I) и меди (II) Патент № 2 416 452 опубликовано  20,04,2011 Бюл.№ 11.

### Монографии
- Дёгтев М. И., Торопов Л. И. Аналитический контроль содержания поллютантов в объектахокружающей среды. Пермь: ПГУ, ПСИ МОСУ, ПСИ, ПССГК. 2003. 428 с.
- Дёгтев М. И., Стрелков В. В., Дёгтев Д. М. Окружающая среда и экологический мониторинг. Екатеринбург: УрО РАН. 2004. 330 с.
- Дёгтев М. И., Баскин З. Л., Кудряшова О. С., Аликина Е. Н. Пробоотбор и пробоподготовка. Деп. в ВИНИТИ АН РФ 28. 09. 07; № 915-В2007. Пермь, ПГУ. 2007. 190 с.
- Дёгтев М. И., Аликина Е. Н., Шеин А. Б.Охрана окружающей среды. Деп. в ВИНИТИ АН РФ 28. 09. 07; № 916-В2007. Пермь, ПГУ. 2007. 90 с.
- Дёгтев М. И., Аликина Е. Н. Экологическая экспертиза. Деп. в ВИНИТИ АН РФ 10. 04.08; № 307-В2008. Пермь, ПГУ. 2007. 94 с.
- Дёгтев М. И., Кудряшова О. С. Экологический мониторинг. Деп. в ВИНИТИ АН РФ 25. 09.07; № 898-В2007. Пермь, ПГУ. 2007. 161с.
- Дёгтев М. И., Аликина Е. Н.Физико-химические свойства антипирина и его производных // Пермь, ПГУ. 2009. 174 с.

### Учебные и учебно-методические пособия
- Дёгтев М. И. Экстракция в аналитическойхимии // Пермь, Перм. ун-т. 1994. 123 с.
- Дёгтев М. И. Методы разделения и концентрирования // Пермь, Перм. ун-т. 1998. 222 с.
- Дёгтев М. И., Стрелков В. В., Гельфенбуйм И. В. Экологическиймониторинг (рекомендовано УМО университетов РФ) // Пермь, Перм-ун-т. 1999. 225 с.
- Дёгтев М. И., Кислицын И. А.Аналитическая химия // Пермь: Перм. ун-т. 1999. 88 с.
- Дёгтев М. И., Зубарева Г. И.Очистка сточных вод гальванического производства от ионов тяжёлых металлов сприменением высокоэффективных собирателей // Пермь, Перм. техн. гос. ун-т. 2003.82 с.
- Дёгтев М. И. Сборник вопросов и задач по титриметрическому методуанализа (рекомендовано УМО УМО университетов РФ) // Пермь, Перм. ун-т. 2006. 102с.
- Дёгтев М. И. Органические реагенты и их комплексные соединения ваналитической химии // Пермь, Перм. ун-т. 2007. 198 с.
- Дёгтев М. И. Экстракция в аналитической химии (изд. 2-е, перераб.) // Пермь, Перм. ун-т. 2007. 135 с.
- Дёгтев М. И., Аликина Е. Н.Охрана окружающей среды // Пермь, Перм. ун-т. 2007. 95 с.
- Дёгтев М. И., Нечаева Е. М.Стандартизация и сертификация материалов // Пермь, Перм. ун-т. 2007. 103 с.
- Дёгтев М. И., Баскин З. Л.,Кудряшова О. С. Пробоотбор и пробоподготовка // Пермь, Перм. ун-т. 2007. 194 с.
- Дёгтев М. И., Кудряшова О. С.Экологический мониторинг // Пермь, Перм. ун-т. -2007. -156с.
- Дёгтев М. И., Аликина Е. Н.Химическая экспертиза // Пермь, Перм. ун-т. -2007. -99с.
- Дёгтев М. И., Волкова М. А.Методы контроля загрязнения природной среды // Пермь, Перм. ун-т. 2007. 90 с.
- Дёгтев М. И. Органические реагенты и их комплексные соединения (изд.2-е, перераб.) // Пермь, Перм. ун-т. 2009. 269 с.

### Методические пособия и методические указания
- Дёгтев М. И., Махнев Ю. А., Бармина Г. А.и др. Качественный анализ. Ч. 1  (отв. ред.М. И. Дегтев) // Пермь, Перм. ун-т. 1992. 72 с.
- Дёгтев М. И., Бармина Г. А.,Бабушкин В. А. и др. Количественный анализ. Ч. 2 (отв. ред. М. И. Дегтев // Пермь, Перм. ун-т. 1995. 56 с.
- Дёгтев М. И., Хлюпина Л. Л.,Хахалкина И. Г. и др. Качественный анализ (изд. 2-е, перераб.) // Пермь, Перм. ун-т. 2001. 56 с.
- Дёгтев М. И., Хлюпина Л. Л.,Хахалкина И. Г. Титриметрический метод анализа (отв. ред. М. И. Дегтев) // Пермь, Перм. ун-т. 2004. 26 с.
- Бондарева Э. Г., Дёгтев М. И. Анализ природных ипромышленных объектов (силикатный анализ) // Пермь, Перм. ун-т. 2005. 46 с.
- Дёгтев М. И., Хлюпина Л. Л.,Бармина Г. А. Количественный анализ (изд. 2-е, перераб.) // Пермь, Перм. ун-т. 2006. 52 с.
- Бабушкин В. А., Дёгтев М. И.,Хлюпина Л. Л. Качественный анализ (изд. 3-е перераб.) // Пермь, Перм. ун-т. 2006. 69 с.
- Кислицын И. А., Мельников П. В., Дёгтев М. И. Химия воды // Пермь, Перм. ун-т. 2011. 46 с.

Подробнее о трудах М. И. Дёгтева см.

## Награды
- Почётный работник высшего профессионального образования Российской Федерации, 2005